# Шикавка, Евгений Игоревич
Евгений Игоревич Шикавка (бел. Яўген Ігаравіч Шыкаўка; род. 15 октября 1992, Минск) — белорусский футболист, нападающий польского клуба «Корона».

## Карьера
Воспитанник борисовского БАТЭ, где с 2010 года играл за дубль клуба. В июле 2012 года наряду с Никитой Рочевым был отдан в аренду перволигового «Полоцка», но ещё до конца сезона покинул полоцкий клуб из-за конфликта с главным тренером Александром Трайдуком. Сезон 2013 провел в «Слониме», после чего присоединился к мозырьской «Славии», однако не сумел закрепиться в составе и в июле 2014 года покинул клуб.
После ухода из «Славии» присоединился к клубу «Крумкачы», с которым прошел путь от Второй к Высшей лиге. Быстро став одним из лидеров столичного клуба, в сезоне 2015 забил 16 голов в Первой лиге. Летом 2015 года имел предложения от клубов Высшей лиги, но остался в составе «ворон».
2 апреля 2016 года дебютировал в Высшей лиге в матче против «Белшины», выйдя в стартовом составе на позиции центрального нападающего. В этом же матче забил свой первый гол в Высшей лиге, установив окончательный счет матча (1:1). В октябре 2016 года продлил контракт с «воронами» до конца 2018 года. 29 июля 2017 года наряду с рядом других футболистов столичного клуба отказался ехать на матч против «Витебска» из-за задержки выплат зарплаты и вскоре по соглашению обеих сторон покинул команду, после чего стал игроком «Слуцка». В составе слуцкой команды быстро закрепился в стартовом составе. В сезоне 2018 с 11 голами стал лучшим бомбардиром команды и одним из лучших в лиге.
В декабре 2018 года покинул «Слуцк», имея варианты продолжения карьеры за рубежом и в итоге стал игроком греческого клуба «Лариса». В первой половине 2019 года часто появлялся на поле в составе греческой команды, чередуя выходы в стартовом составе и на замену, однако с лета потерял место в составе и перестал попадать в заявку.
В январе 2020 года перешёл в «Динамо» (Минск). В сезоне 2020 преимущественно выходил в стартовом составе, а в 2021 году стал выходить на замену в конце матча.
В июле 2021 года он перешёл в карагандинский «Шахтёр».
В январе 2022 года стал игроком польской «Короны». 26 февраля 2022 года дебютировал за клуб, выйдя в стартовом составе команды против «Стомиля». В матче 5 апреля 2022 года против «Подбескидзе» футболист на компенсированной минуте отдал голевую передачу, благодаря которой помог одержать победу. В матче 9 апреля 2022 года против «Заглембе» вышел на замену во 2 тайме, а на 67 минуте забил свой первый гол за клуб, которым открыл счёт в игре. Вместе с клубом вышел в Экстраклассу, победив 29 мая 2022 года клуб «Хробры Глогув».
В мае 2023 года футболист продлил контракт с польским клубом на 2 года с опцией продления ещё на сезон. В мае 2025 года «Корона» объявила о расставании с нападающим. В сезоне-2024/25 Шикавка провел 33 матча, забил 2 гола и отдал 3 результативные передачи. В общей сложности провел за «Корону» 110 матчей и забил 21 гол.
В июле 2025 года стал игроком польского "Заглембе" из Сосновца. В сезоне-2024/25 команда заняла 9-е место (из 18) в третьем дивизионе Польши. Контракт рассчитан на два года.

## Международная карьера
9 июня 2018 года дебютировал за национальную сборную Беларуси в товарищеском матче против сборной Финляндии (0:2).

## Статистика выступлений
| Сезон    | Дивизион | Клуб          | Страна          | Матчи | Голы |
| -------- | -------- | ------------- | --------------- | ----- | ---- |
| 2010     | дубль    | БАТЭ          | Флаг Беларуси   | 9     | 0    |
| 2011     | дубль    | БАТЭ          | Флаг Беларуси   | 32    | 1    |
| 2012 (1) | дубль    | БАТЭ          | Флаг Беларуси   | 11    | 1    |
| 2012 (2) | Д2       | Полоцк        | Флаг Беларуси   | 8     | 0    |
| 2013     | Д2       | Слоним        | Флаг Беларуси   | 25    | 2    |
| 2014 (1) | Д2       | Славия-Мозырь | Флаг Беларуси   | 12    | 0    |
| 2014 (2) | Д3       | Крумкачы      | Флаг Беларуси   | 12    | 3    |
| 2015     | Д2       | Крумкачы      | Флаг Беларуси   | 29    | 16   |
| 2016     | Д1       | Крумкачы      | Флаг Беларуси   | 29    | 4    |
| 2017 (1) | Д1       | Крумкачы      | Флаг Беларуси   | 12    | 1    |
| 2017 (2) | Д1       | Слуцк         | Флаг Беларуси   | 14    | 3    |
| 2018     | Д1       | Слуцк         | Флаг Беларуси   | 29    | 11   |
| 2019     | Д1       | Лариса        | Флаг Греции     | 15    | 1    |
| 2020     | Д1       | Динамо Минск  | Флаг Беларуси   | 28    | 11   |
| 2021 (1) | Д1       | Динамо Минск  | Флаг Беларуси   | 11    | 0    |
| 2021 (2) | Д1       | Шахтёр        | Флаг Казахстана | 5     | 1    |

## Достижения
- Список 22 лучших игроков чемпионата Беларуси: 2018